# Спортивная жизнь России (журнал)
«Спорти́вная жизнь Росси́и» — советское иллюстрированное периодическое издание, информационный журнал, посвящённый развитию спорта, выходивший в Москве ежемесячно с 1957 по 2012 годы.

## Описание
Данное издание полностью было посвящено развитию спорта в России.

## История
Журнал начал выпускаться в марте 1957 года в Москве. В последнее время его главным редактором являлся И. Б. Масленников. Тираж 200 тысяч экземпляров.